# Кобёлка
Кобёлка (бел. Кабелка) — деревня на юго-западе Брестского района Брестской области Белоруссии. 
Входит в состав Домачевского сельсовета.
Население — 130 человек (2023).

## География
Деревня примыкает с востока к городскому посёлку Домачево, находясь на расстоянии 46 км к югу от Бреста. Имеется железнодорожная платформа Кобёлка на линии Брест — Влодава. Работает магазин.

## История
В письменных источниках известна с XV века как село Берестейского повета Трокского воеводства ВКЛ, шляхетская собственность.
В XIX веке — деревня Брестского уезда Гродненской губернии в составе имения Домачево. По ревизии 1858 года — владение князя Витгенштейна с 235 ревизскими душами. В 1878 году — деревня Домачевской волости, 113 дворов, центр сельского общества.
В 1890 году работала церковно-приходская школа. По переписи 1897 года — 83 двора, школа грамоты. Согласно Рижскому мирному договору (1921) она вошла в состав Польской республики, где принадлежала гмине Домачево Брестского повета Полесского воеводства; в 1921 году здесь было 46 дворов. С 1939 года — в составе БССР.

## Население
Численность населения на 1 января 2023 года — 130 человек, 74 хозяйств.
Население — 140 человек (2019).
На 1 января 2018 года насчитывалось 145 жителей в 76 домохозяйствах, из них 21 младше трудоспособного возраста, 67 — в трудоспособном возрасте и 57 — старше трудоспособного возраста.